# Copa Rainha Marta de Futebol Feminino
A Copa Rainha Marta de Futebol Feminino é um campeonato de futebol feminino, que ocorre em Alagoas. A competição é organizada pela FAF.

## Equipes Participantes
- ASA
- Coruripe
- CSA
- Desportiva Aliança
- Dimensão Saúde
- Ipanema
- Santa Cruz
- Sete de Setembro
- União Desportiva